# Oreopsyche albivitrella
Oreopsyche albivitrella är en fjärilsart som beskrevs av Charles Théophile Bruand d’Uzelle 1850. Oreopsyche albivitrella ingår i släktet Oreopsyche och familjen säckspinnare. Inga underarter finns listade i Catalogue of Life.